# Michaił Linge
Michaił Innokientjewicz Linge (ros. Михаил Иннокентьевич Линге, ur. 26 listopada 1958 w Kałudze, zm. 4 lutego 1994 w Moskwie) – rosyjski lekkoatleta (sprinter), startujący w barwach Związku Radzieckiego, mistrz olimpijski z 1980.
Specjalizował się w biegu na 400 metrów. Zdobył srebrny medal w sztafecie 4 × 400 metrów na mistrzostwach Europy juniorów w 1977 w Doniecku (sztafeta biegła w składzie: Walerij Staszuk, Linge, Nikołaj Czerniecki i Wiaczesław Docenko).
Na igrzyskach olimpijskich w 1980 w Moskwie zdobył złoty medal w sztafecie 4 × 400 metrów, która biegła w składzie: Remigijus Valiulis, Linge, Czerniecki i Wiktor Markin. Sztafeta ustanowiła wówczas rekord ZSRR czasem 3:01,08.
Linge był halowym mistrzem ZSRR na 400 metrów w 1980.
Rekordy życiowe Michaiła Linge:
| Konkurencja        | Data i miejsce          | Wynik |
| ------------------ | ----------------------- | ----- |
| bieg na 400 metrów | 12 czerwca 1980, Moskwa | 45,60 |

W latach 80. Linge został skazany za oszustwo na dziewięć i pół roku więzienia. Został zwolniony na mocy amnestii w 1990. Zmarł tragicznie w Moskwie w niewyjaśnionych okolicznościach.